# Hemieuxoa troubridgei
Hemieuxoa troubridgei är en fjärilsart som beskrevs av Lafontaine. Hemieuxoa troubridgei ingår i släktet Hemieuxoa och familjen nattflyn. Inga underarter finns listade i Catalogue of Life.